# Mikhaïl Bakhirev
Mikhaïl Koronatovitch Bakhirev, en russe : Михаил Коронатович Бахирев, né le 17 juillet 1868 à Novotcherkassk, mort le 16 janvier 1920 à Petrograd, est un amiral russe, doté d'un grand courage et d'une grande force de caractère qui bénéficia d'une grande popularité en Russie impériale.

## Biographie
Né à Novotcherkassk (la capitale des Cosaques du Don) dans une famille de militaires servant dans des régiments de cavalerie cosaques du Don, Mikhaïl Koronatovitch Bakhirev étudie au lycée de Novotcherkassk. Ses études terminées, il entre à l'Académie de Marine, où il obtient son diplôme en 1888 et il est promu aspirant de marine.

### Russie impériale
Bakhirev fait toute sa carrière dans la Marine impériale russe.

### Carrière militaire
En 1889, il est chef de veille sur la canonnière Bobr appartenant à la Flotte de Sibérie. En qualité de navigateur puis de chef navigateur, il sert sur le navire de transport Cupidon, puis en janvier 1898, il est transféré dans la Flotte de la mer Baltique et en 1899 en Extrême-Orient. Il participe entre 1900 et 1901 aux opérations contre la guerre des Boxers en Chine, à bord de la canonnière Gilyak. Le 4 juillet 1900,  Bakhirev prend part à l'assaut donné contre les Forts de Taku. Démontrant un grand courage dans cette attaque, il est décoré, le 19 octobre 1900, de l'Ordre de Saint-Georges (quatrième classe). Entre 1901 et 1904, il sert à bord du croiseur Russie, puis sur le clipper Djigit, à bord du cuirassé Navarin.
Bakhirev prend part de 1904 à 1905 à la défense de Port-Arthur, en qualité de commandant du destroyer Silny. Malgré de nombreuses pertes humaines, il parvient à imposer le calme et la discipline dans les situations les plus difficiles. En raison de son comportement courageux, il est investi d'une mission délicate : forcer le blocus de Port-Arthur. Son courage et son dévouement pendant cette action sont récompensés par la remise de l'épée d'or « Pour bravoure » le 12 février 1905.
En décembre 1905, Bakhirev est promu capitaine (de deuxième rang). En 1906, il est placé à la tête de la flottille du fleuve Amour. En 1907, il est de nouveau transféré dans la Flotte de la mer Baltique, en tant que commandant du croiseur Abrek. Il commande entre 1907 et 1908 à bord du croiseur Retivey, de 1908 à 1910, il est commandant du destroyer Armourets. Il est nommé en 1910 chef de la 5e division de croiseurs de la flotte de la mer Baltique. Il demeure à ce poste jusqu'en 1911. Cette même année, Bakhirev est élevé au grade de capitaine (de premier rang) et commande le croiseur Rurik (II) (1911-1914).
Le 24 décembre 1914, il est élevé au grade de kontr-admiral et exerce, du 19 décembre 1915 au 23 mai 1917, le commandement des cuirassés de la Flotte de la mer Baltique (Petropavlovsk, Gangout, Sébastopol et Poltava). Il commande la flotte à la bataille de l'île de Gotland, le 2 juillet 1915. Le 6 décembre 1916, il est élevé au grade de vice-amiral et l'année suivante (21 août 1917) nommé chef des forces navales stationnées dans le golfe de Riga.
Le 12 janvier 1918, Mikhaïl Koronatovitch Bakhirev est limogé et privé du droit de percevoir une retraite.

#### Révolution russe
Après son renvoi de la marine, le vice-amiral Bakhirev exerce la profession de chef comptable dans une société industrielle. Au début d'août 1918, il est arrêté par les bolchéviques et libéré le 13 mars 1919. Le 1er avril 1919, il est nommé officier de la Commission historique de la Marine et rédige dès lors des récits sur les combats du golfe de Riga de 1915 à 1917.

### Décès
Après l'échec du général Nikolaï Ioudenitch (1862-1933) face à l'Armée rouge, une nouvelle vague d'arrestations a lieu dans l'ancienne capitale des tsars. Le vice-amiral Bakhirev refuse de fuir en Finlande. Le 17 novembre 1919, il est accusé de complicité avec le général Ioudenitch, et une nouvelle fois emprisonné. Il est fusillé, le 16 janvier 1920, comme otage à Petrograd.

## Distinctions russes
- 30 octobre 1895 : Ordre de Saint-Stanislas (première classe)
- 19 octobre 1900 : Ordre de Saint-Georges (quatrième classe)
- 6 décembre 1901 : Ordre de Sainte-Anne (troisième classe)
- 1902 : Ordre de Saint-Vladimir (quatrième classe)
- 11 octobre 1904 : Ordre de Saint-Stanislas (deuxième classe avec épées)
- 19 décembre 1905 : Épée d'or « Pour la bravoure »
- 19 mars 1907 : Ordre de Sainte-Anne (deuxième classe avec glaives)
- 6 décembre 1913 : Ordre de Saint-Vladimir (troisième classe)
- 24 décembre 1914 : Ordre de Saint-Vladimir (troisième classe avec glaives)
- 10 août 1915 : Ordre de Saint-Stanislas (première classe avec épées)
- 11 janvier 1916 : Ordre de Sainte-Anne (première classe avec glaives)

## Distinctions étrangères
- 1909 : Officier de la Légion d'honneur (chevalier de 1902)
- 1902 : Ordre du Trésor sacré (quatrième classe - ordre japonais)